# Rudolf Gäth
Rudolf Gäth (* 7. Februar 1912 in Hamburg; † 10. Oktober 1985 in Limburgerhof) war ein deutscher Chemiker.

## Werdegang
Gäth studierte ab 1930 Chemie an der TH München und wurde 1937 bei Siegfried Skraup (* 27. April 1890 in Prag; † 19. September 1972) an der Universität Würzburg promoviert (Thermischer Zerfall von Aryljodosobenzoaten in Mechanismus und Anwendbarkeit).
Gäth war Leiter der Anwendungstechnischen Koordinationsstelle Kunststoffe der BASF. Gemeinsam mit Fritz Stastny und Karl Buchholz ist er Erfinder des Verfahrens zur Herstellung poröser Massen aus Polymerisaten, die unter dem Namen Styropor weltweit bekannt wurden.

## Ehrungen
- 1977: Verdienstkreuz 1. Klasse der Bundesrepublik Deutschland
- 1977: Rudolf-Diesel-Medaille
- Ehrenbürger der RWTH Aachen